# In Memoriam A.H.H.

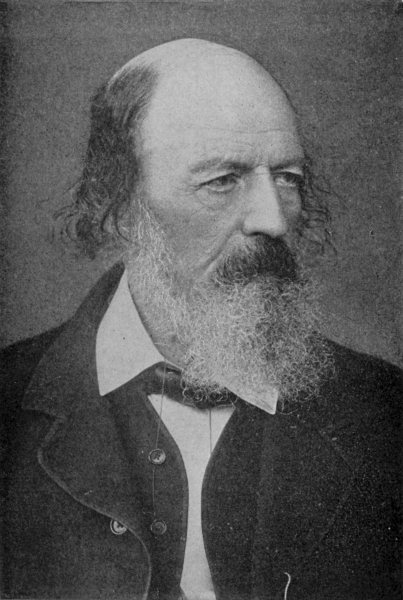
Alfred Tennyson

In Memoriam A.H.H. é um longo poema pelo poeta inglês Alfred Tennyson, terminado em 1849. é um requiem ao seu grande amigo    Arthur Henry Hallam, que morreu repentinamente de hemorragia cerebral em Viena em 1833. Escrito ao longo de 17 anos, é considerado como um reflexo da sociedade vitoriana da época, discutindo muitos dos temas polémicos da altura, que começavam então a ser questionados. Trata-se da obra em que Tennyson atinge o auge da musicalidade dos seus versos, e em que a sua experiência poética se completa, sendo considerada uma das grandes obras poéticas da Grã-Bretanha do século XIX.

## Citações
Entre os versos mais citados do livro contam-se:
I hold it true, whate'er befall; 
I feel it when I sorrow most;
 'Tis better tolost 
Than never to have loved at all. 